# جامع الكوت الكبير
جامع الكوت الكبير هو من مساجد العراق التاريخية الأثرية ويقع بالقرب من مجرى نهر دجلة في محافظة واسط في منطقة سوق الكوت القديم، ووشيد وبني في عام 1272هـ/1855م، من قبل الدولة العثمانية، ثم جرى هدمه وإعادة بناؤه في عهد الجمهورية العراقية عام 1385هـ/1965م، من قبل دائرة الأوقاف العامة، وتبلغ مساحته 900م2، ويحتوي الجامع على مصلى حرم واسع يتسع لأكثر من ألف مصل، وفيهِ منبر مصنوع من الخشب وكذلك يحتوي على محراب مزين بالنقوش والزخارف والآيات القرآنية، وتعلوه منارة مئذنة أثرية ذات حوض واحد، وتقام فيهِ حالياً صلاة الجمعة وصلاة العيدين والصلوات الخمس المكتوبة.